# Costularia pilisepala
Costularia pilisepala là một loài thực vật có hoa trong họ Cói. Loài này được (Steud.) F.Kern mô tả khoa học đầu tiên năm 1957.